# Nyctunguis catalinae
Nyctunguis catalinae är en mångfotingart som först beskrevs av Chamberlin 1912.  Nyctunguis catalinae ingår i släktet Nyctunguis och familjen småjordkrypare. Inga underarter finns listade i Catalogue of Life.